# Ad-hoc-Hypothese
Eine Ad-hoc-Hypothese ist eine Hilfshypothese, die ad hoc, also für einen Einzelfall, aufgestellt wird, um Beobachtungen oder kritischen Argumenten zu begegnen, welche die angegriffene Theorie falsifizieren könnten. Der Begriff geht auf den österreichisch-britischen Wissenschaftstheoretiker Karl Popper zurück.

## Popper
Karl Popper führte den Begriff in seinem 1934 entstandenen Manuskript Die beiden Grundprobleme der Erkenntnistheorie ein, einer Vorfassung der Logik der Forschung. Ad-hoc-Hypothesen sind demnach singuläre Hilfsannahmen über einen bestimmten Raum-Zeit-Punkt, die einzig dazu dienten, um die zu verteidigende Hypothese gegen bestimmte Falsifikationen zu immunisieren, und daher nicht integraler Teil des theoretischen Systems werden, in dem die Hypothese steht. Insofern versteht Popper ad-hoc-Hypothesen als methodisch verwerflich, als Trick, eine „Lieblingstheorie retten zu wollen“, wie er 1960 äußerte:

„Some genuinely testable theories, when found to be false, are still upheld by their admirers – for example by introducing ad hoc some auxiliary assumption, or by re-interpreting the theory ad hoc in such a way that it escapes refutation. Such a procedure is always possible, but it rescues the theory from refutation only at the price of destroying, or at least lowering, its scientific status. (I later described such a rescuing operation as a 'conventionalist twist' or a 'conventionalist stratagem'.)“

## Wissenschaftliche Praxis
Kaum ein Wissenschaftler kommt ohne Ad-hoc-Hypothesen aus. Der österreichische Wissenschaftstheoretiker Paul Feyerabend geht 1975 in seinem Standardwerk Wider den Methodenzwang ausführlich auf Ad-hoc-Hypothesen ein, die seiner Meinung nach „neuen Theorien eine Atempause [verschaffen], und sie deuten die Richtung der zukünftigen Forschung an.“
Statistische Ausreißer, die nicht zu den übrigen Daten des Datensatzes passen, werden üblicherweise ad hoc als Zufall oder als Messfehler gedeutet, als Teil des Rauschens, aus dem heraus man die signifikanten Signale zu isolieren hat. Gleichwohl gilt es gemäß Ockhams Rasiermesser als gute wissenschaftliche Praxis, dasjenige Ergebnis als valide anzusehen, das mit den wenigsten Ad-hoc-Hypothesen auskommt. Wiederholter Gebrauch von Ad-hoc-Hypothesen gilt als Kennzeichen für Pseudowissenschaft.

## Naturwissenschaftliche Beispiele
- Max Planck erklärte die Frequenzverteilung der Wärmestrahlung mit der Ad-hoc-Annahme, dass die Energie in fest definierten Paketen (Quanten) abgegeben wird. Diese zunächst mit großer Skepsis aufgenommene Annahme wurde später experimentell bestätigt.
- Bei seiner Formulierung des Atommodells stellte Niels Bohr das Postulat auf, dass die Elektronen bei der Radialbeschleunigung auf ihren Kreisbahnen keine Bremsstrahlung abgeben. Dies konnte später im Rahmen der Quantenphysik erklärt werden.
- Das kontinuierliche Spektrum des Beta-Zerfalls wurde von Wolfgang Pauli durch die Ad-hoc-Hypothese der Existenz eines bis dahin unbeobachteten und masselosen Elementarteilchens, des Neutrinos, erklärt.
- Einstein postulierte die kosmologische Konstante, die eine aus seiner Theorie hervorgehende Expansion bzw. Kontraktion des Universums verhindern sollte. In diesem Fall sollten keine experimentelle Beobachtung erklärt, sondern ein für selbstverständlich erachtetes Weltbild mathematisch untermauert werden.